# .mn
.mn為蒙古國家及地區頂級域（ccTLD）的域名。此外还有基于西里尔蒙古文的域名.мон。
该域名下设三个二级域名：
- .gov.mn：政府机构
- .edu.mn：教学科研机构
- .org.mn：非政府组织

## 外部連結
- .mn domain name registry（页面存档备份，存于）
- IANA .mn whois information（页面存档备份，存于）